# Мито Холлихок
«Мито Холлихок» (яп. 水戸ホーリーホック Мито Хо:рийхокку, англ. Mito HollyHock) — японский футбольный клуб из города Мито, в настоящий момент выступает во втором дивизионе Джей-лиги, втором по силе дивизионе страны.
Клуб был основан в 1994 году, под именем «ФК Мито». В 1997 году клуб объединился с командой «Прима Хам», и получил своё нынешнее название. В 2000 году клуб вошёл в профессиональную футбольную Джей-лигу, и по сей день играет в её втором дивизионе, преимущественно занимая места в нижней части турнирной таблицы. Лучшим результатом клуба во втором дивизионе Джей-лиги, является 7-е место в 2003 году. «Мито Холлихок», является старейшим членом Джей-лиги, из клубов которым ни разу ни удавалось выйти в первый дивизион.